# Hostel (Mechernich)
Hostel is een plaats in de Duitse gemeente Mechernich, deelstaat Noordrijn-Westfalen, en telt 250 inwoners.